# Richard Dolejš
Richard Dolejš (* 13. srpna 1970) je český politik, v letech 2006 až 2017 poslanec Poslanecké sněmovny PČR, v letech 2000 až 2008 zastupitel Středočeského kraje, dlouholetý zastupitel a místostarosta města Zdice, bývalý člen ČSSD.

## Vzdělání, profese a rodina
Od roku 1996 podniká jako OSVČ v oborech poradenství v oblasti řízení a překladatelská a tlumočnická činnost. Mezi lety 1997-2000 působil jako společník a jednatel ve firmě LZ-PROFIN, spol. s r.o. V období 2003-2006 pracoval v představenstvu společnosti Technický Informační Servis, a.s. Je ženatý, má dvě děti.

## Politická kariéra
V komunálních volbách roku 1994, komunálních volbách roku 1998, komunálních volbách roku 2002, komunálních volbách roku 2006 a komunálních volbách roku 2010 byl zvolen do zastupitelstva města Zdice za ČSSD. Profesně se k roku 1998 uvádí jako asistent poslance, následně k roku 2002 coby asistent ministra vnitra, v roce 2006 a 2010 jako místostarosta.Post místostarosty zastává i po komunálních volbách roku 2010.
V krajských volbách roku 2000 byl zvolen do Zastupitelstva Středočeského kraje za ČSSD. Mandát krajského zastupitele obhájil v krajských volbách roku 2004.
Byl poradcem Stanislava Grosse. V roce 2004 Dolejš (tehdy už šéf středočeské ČSSD) jako Grossův spojenec navrhl, aby právě Stanislav Gross převzal vedení ČSSD, jejíž předseda Vladimír Špidla tehdy čelil odlivu preferencí a vnitrostranickým sporům. Gross se pak stal skutečně místo Špidly premiérem a krátce poté i předsedou strany. Týdeník Respekt ho tehdy označil za Grossova nejbližšího spolupracovníka s tím, že pokud Gross uspěje, „půjde s ním v prvé řadě nahoru i tento nenápadný souputník.“
Ve volbách roku 2006 se stal členem dolní komory českého parlamentu (volební obvod Středočeský kraj). Byl členem výboru pro bezpečnost (v letech 2007-2010 jeho místopředsedou). Poslanecký mandát obhájil i ve volbách roku 2010. Do května 2011 působil v mandátovém a imunitním výboru. Byl členem výboru pro obranu a bezpečnost, po jeho rozdělení je od prosince 2011 členem výboru pro bezpečnost.
Po roce 2008 se profiloval jako spojenec sociálnědemokratického středočeského hejtmana Davida Ratha (měl přezdívku Rathovo dvojče). Ač po roce 2008 již nebyl krajským zastupitelem, často se účastnil jednání krajské rady. Do roku 2012 působil jako předseda krajské organizace ČSSD ve středních Čechách. Po vypuknutí aféry Davida Ratha, kdy byl tento politik v květnu 2012 zadržen policií a poslán do vazby, čelil Dolejš kritice z řad pravicových stran i z vlastní strany. Vedení sociální demokracie ho vyzvalo k rezignaci na post v čele krajské organizace strany, nicméně předseda ČSSD Bohuslav Sobotka zdůraznil, že Dolejšovy práce ve sněmovně si váží a rezignaci na poslanecký mandát od něj nepožaduje. Vicepremiérka Karolína Peake ho vyzvala, aby odešel z čela sněmovní komise pro kontrolu Bezpečnostní informační služby. V červenci 2012 Dolejše v čele krajského předsedy ČSSD vystřídal Miloš Petera, který ale patřil ke spojencům Dolejše, jehož odchod tak neznamenal výraznější proměnu krajského vedení strany. V srpnu 2012 zveřejnil deník Insider přepis odposlechu lidí okolo Davida Ratha, v němž Rath zmiňuje „divný, že tam nevyšel ten Mělník,“ na což jeho spolupracovnice (a spoluobviněná Kateřina Pancová) reaguje „To nechápu. No tak Dolejše zpenalizujeme.“ Dolejš ale spojitost s korupční kauzou Davida Ratha odmítl („Tyhle věci byly za oponou, šly mimo mě. Já jsem s Davidem Rathem řešil politiku.“).
V komunálních volbách v roce 2014 obhájil za ČSSD post zastupitele města Zdice. Znovu se stal i místostarostou města. Ve volbách do Poslanecké sněmovny PČR v roce 2017 již nekandidoval. Také ve volbách v roce 2018 byl za ČSSD zvolen zastupitelem města a později i místostarostou města.
V květnu 2021 informoval zpravodajský web Seznam Zprávy, že spolu s dalšími 26 spolustraníky opustil ČSSD a založil vlastní hnutí Jistota a budoucnost pro Zdice. Mezi důvody tohoto kroku patřily nesouhlas s vládnutím ČSSD s hnutím ANO a chování předsedy strany Jana Hamáčka po sjezdu a kolem kauzy s cestou do Moskvy.